# Liocichla
Liocichla is een geslacht van zangvogels uit de familie Leiothrichidae. Het geslacht telt vijf soorten.

## Soorten
- Liocichla bugunorum  – Buguntimalia
- Liocichla omeiensis  – Omeitimalia
- Liocichla phoenicea  – Roodmaskertimalia
- Liocichla ripponi  – Rippons timalia
- Liocichla steerii  – Steeres timalia